# Mühlgasse 8 (Nördlingen)

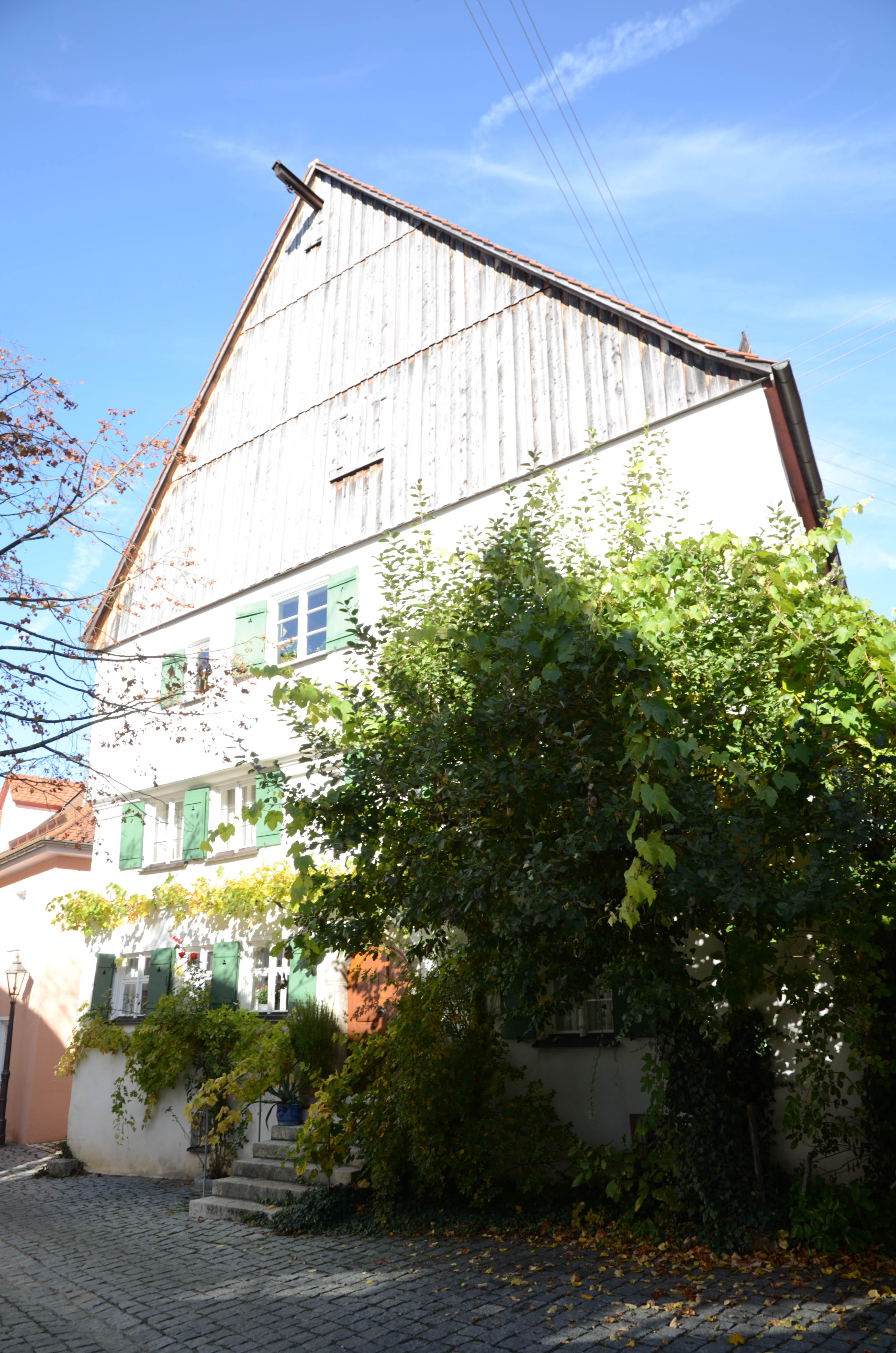
Fachwerkhaus Mühlgasse 8 in Nördlingen

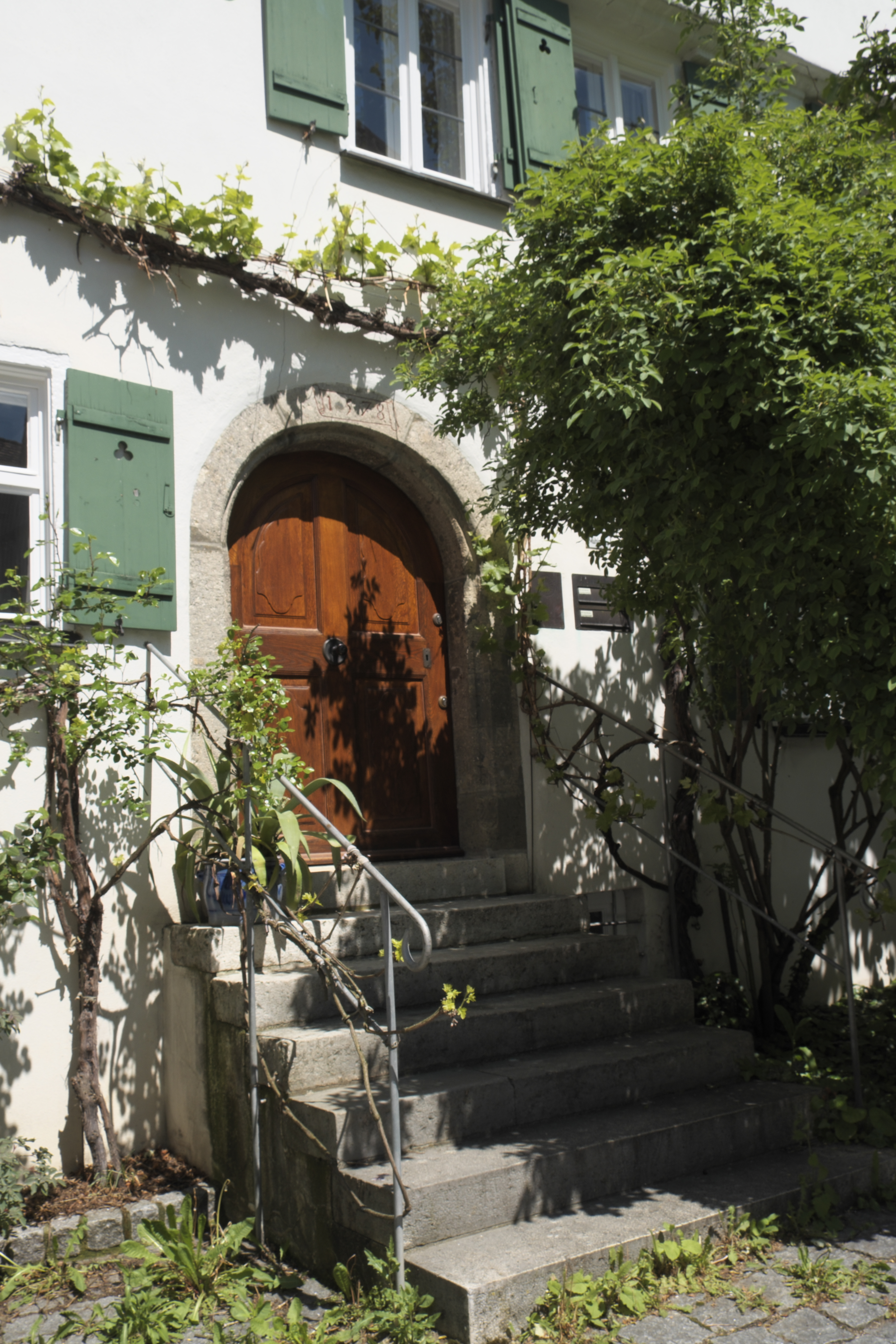
Rundbogiger Hauseingang

Das Gebäude Mühlgasse 8 in Nördlingen, einer Stadt im schwäbischen Landkreis Donau-Ries in Bayern, wurde im Kern um 1374 errichtet und später nördlich verlängert. Das Fachwerkhaus ist ein geschütztes Baudenkmal.
Der dreigeschossige Giebelbau über hohem Kellergeschoss hat ein vorkragendes und verputztes zweites Fachwerkobergeschoss und straßenseitig einen verschalten Fachwerkgiebel mit Kranausleger. 
Das rundbogige Hausteinportal, das über eine Freitreppe erreicht wird, ist mit der Jahreszahl 1578 bezeichnet, dem Jahr, in dem die rückwärtige Hausverlängerung durchgeführt wurde. 
Der Umbau in der ersten Hälfte des 18. Jahrhunderts erfolgte, nachdem die Nutzung als Lodweber- oder Färberhaus aufgegeben wurde. 
Im Inneren sind Türen aus dem 17./18. Jahrhundert und ockertonige Fachwerkfassungen mit Rankenmalereien auf Fachungsputzen erhalten.    